# Подволочье (Верхнешарденгский сельсовет)
Подволочье — деревня в Великоустюгском районе Вологодской области.
Входит в состав Верхнешарденгского сельского поселения, с точки зрения административно-территориального деления — в Верхнешарденгский сельсовет.
Расстояние по автодороге до районного центра Великого Устюга — 50 км, до центра муниципального образования Верхней Шарденьги — 7 км. Ближайшие населённые пункты — Касьянка, Гора, Выставка.